# 富罗讷
富罗讷（法語：Fouronnes，法語發音：[fuʁɔn]）是法国勃艮第-弗朗什-孔泰大区约讷省的一个市镇，属于欧塞尔区。

## 地理
富罗讷（47°36'45"N, 3°33'59"E）面积17.79 平方千米，位于法国勃艮第-弗朗什-孔泰大區约讷省，该省份为法国中北部内陆省份，西接卢瓦雷省，西北接塞纳-马恩省，南至涅夫勒省，东临科多尔省，东北与奥布省接壤。
与富罗讷接壤的市镇（或旧市镇、城区）包括：沙朗特奈、库尔松莱卡里耶尔、丰特奈苏富罗讷、马伊堡。

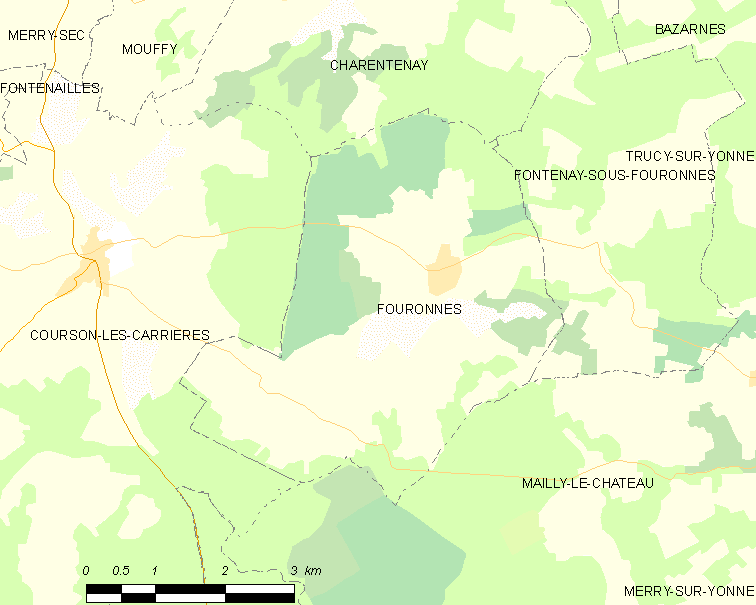
富罗讷的OSM定位图

富罗讷的时区为UTC+01:00、UTC+02:00（夏令时）。

## 行政
富罗讷的邮政编码为89560，INSEE市镇编码为89182。

## 政治
富罗讷所属的省级选区为万塞勒县。

## 人口

1962-2008年间富罗讷人口变化图示

富罗讷于2022年1月1日时的人口数量为182人。